# Kanellos Kanellopoulos
Kanellos Kanellopoulos (em grego:  Κανελλος Κανελλόπουλος, nascido em 25 de abril de 1957) é um ex-ciclista olímpico grego.

Kanellopoulos representou seu país durante os Jogos Olímpicos de Verão de 1984, na prova de corrida em estrada.

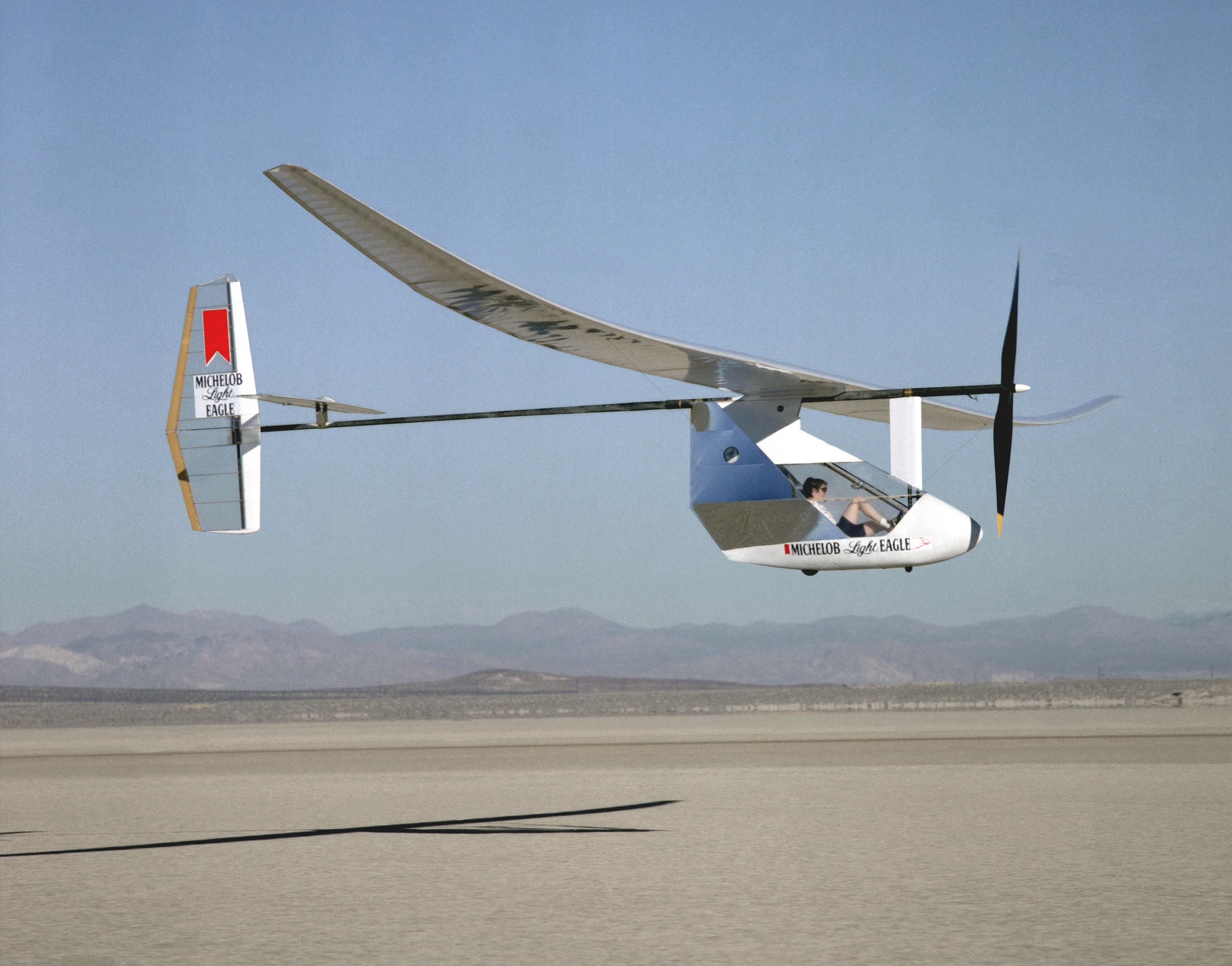
MIT Light Eagle aeronave de propulsão humana, predecessora do MIT Daedalus que Kannellos Kanellopoulos pilotou entre as ilhas gregas de Creta e Santorini.

## MIT Daedalus
Kannellos Kanellopoulos foi escolhido para em 1988 pilotar o MIT Daedalus, um ciclo-avião, que completou o percurso entre as ilhas gregas de Creta e Santorini, de mais de 100 Km, autonomamente, apenas com a força do seu pedalar ininterrupto durante quase 4 horas.